# Big Man
 (janvier 2020).
Si vous disposez d'ouvrages ou d'articles de référence ou si vous connaissez des sites web de qualité traitant du thème abordé ici, merci de compléter l'article en donnant les références utiles à sa vérifiabilité et en les liant à la section « Notes et références ».
Big Man (en coréen : 빅맨) est une série télévisée sud-coréenne de 2014 avec Kang Ji-hwan, Choi Daniel, Lee Da-hee et Jung So-min . Elle a été diffusée sur KBS2 du 28 avril au 17 juin 2014 pour 16 épisodes.

## Intrigue
Kim Ji-hyuk a grandi comme un orphelin sans un sou et a vécu une « vie de troisième ordre » avant de décider de se retourner et de beaucoup travailler afin de réaliser son rêve : posséder son propre restaurant. Il se retrouve empêtré dans un plan pour sauver la vie de Kang Dong-seok, un héritier chaebol ayant besoin d'une transplantation cardiaque. On lui apprend alors qu'il est le frère aîné de Dong-seok. Il commence ainsi une nouvelle vie somptueuse dans ce monde, mais finit par apprendre plus tard que tout cela n'était qu'un mensonge. Dégoûté par la corruption de sa « famille » chaebol et stimulé par la haine des réalités injustes du monde, Ji-hyuk se lance dans une mission de vengeance téméraire afin de se protéger et de protéger ceux qu'il aime. 

### Personnages principaux
- Kang Ji-hwan : Kim Ji-hyuk
- Lee Tae-woo : jeune Ji-hyuk